# Sazba
Sazba (od „sázeti“) je původně tisková forma pro tisk z výšky (knihtisk), tvořená jednotlivými literami, případně obrázky. V širším slova smyslu hotová předloha pro tisk, zejména textová. Řemeslník, který vytvářel sazbu, se nazýval sazeč. S přechodem na modernější, počítačové techniky sazby v systému Desktop publishing pracuje přímo tiskový grafik na počítači se sázecím programem, resp. převodem podkladového textu do tisku v rámci grafického počítačového systému.

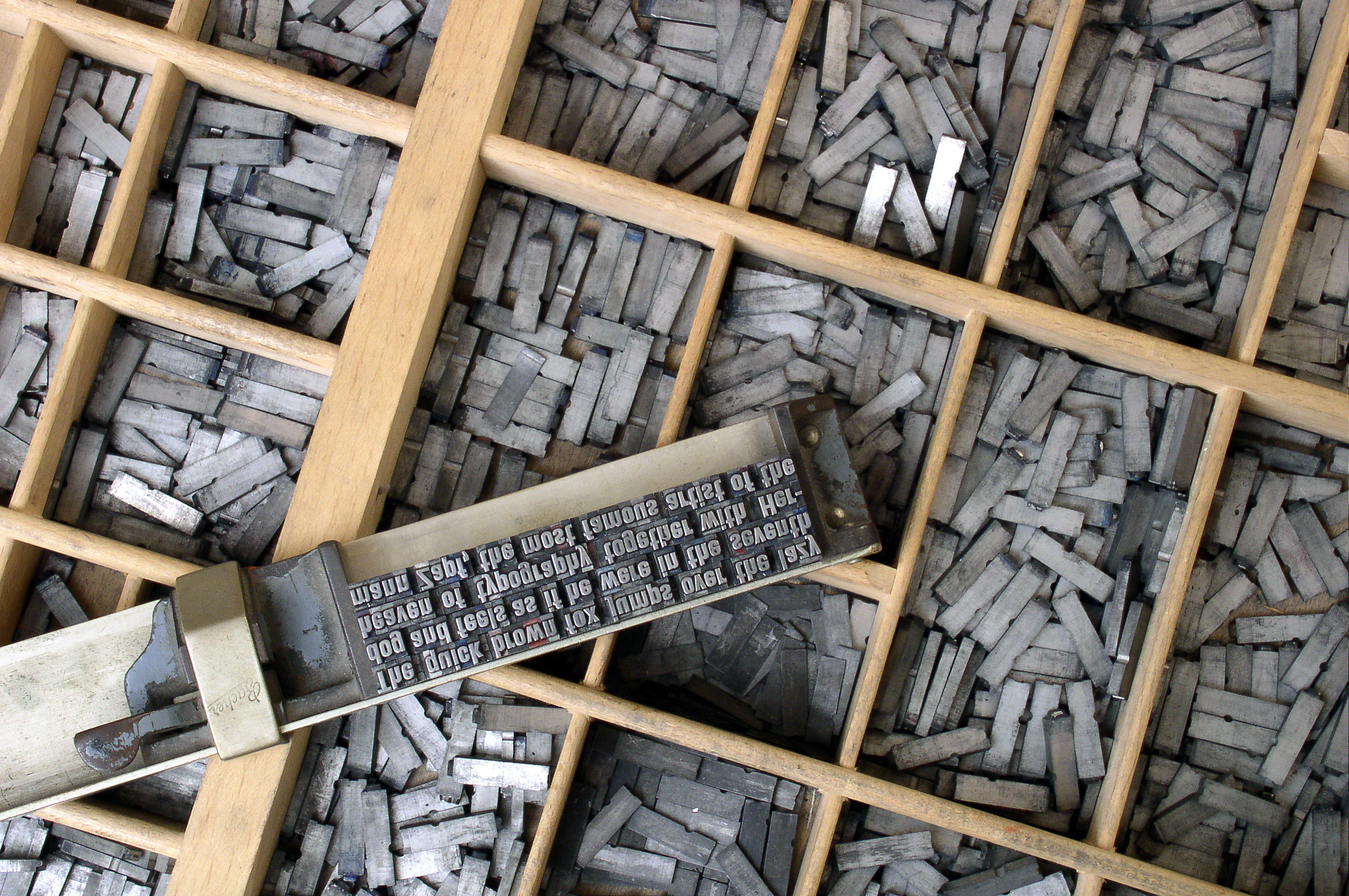
„Kasa“ s literami a sázítko pro ruční sazbu

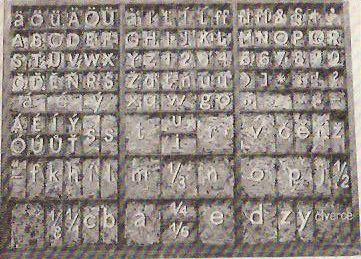
Sazečská kasa s popisem naložení

## Ruční sazba
Sestavování tiskové formy z pohyblivých kovových liter se objevilo už ve 12.–13. století v Číně, nejstarší dochovaný exemplář je korejská kniha Čikči z roku 1377. Ruční zhotovování liter však bylo nesmírně pracné a technika se užívala jen sporadicky. Kolem roku 1440 udělal mohučský zlatník Johannes Gutenberg několik významných a spolu souvisejících objevů, jež známe pod souhrnným pojmem „vynález knihtisku“. Převratnost jeho vynálezu spočívala v principu sestavování jednotlivých tiskových a netiskových prvků (liter apod. a výplňků) a jejich následné rozebrání a opakované použití. S tím souvisel i zdokonalený způsob odlévání liter, definování poměru složek liteřiny (slitina olova, cínu a antimonu, která spojuje nízký bod tání s větší pevností), vytvoření specifické tiskové barvy, úprava tisk. lisu atd. 
Litery měl sazeč před sebou v přihrádkách v písmovce (hovorově kasa), odkud je vybíral a sázel do sázítka (hov. háček), které držel v ruce (pravák v levé). Když dokončil řádek, musel jej ještě doplnit na přesnou délku (mezislovní mezery, v některých případech i mezery mezi písmeny). Hotové řádky skládal na sazebnici (hov. loďka – plech opatřený okraji ve tvaru U). Do sazby sazeč kromě textových prvků vkládal ještě další tiskové komponenty např. linky, ozdoby a obrázky (dřevoryty, rytiny ze štočku) a dále netisknoucí materiál tak, aby sazba obsahovala všechny reprodukované informace a byla zároveň kompaktním a transportovatelným objektem. Hotovou sazbu ovázal motouzem, pro kontrolu ručně otiskl (od 60. let do poč. 90. let 20. stol. na malém ručním, případně automatickém lisu), takže vznikl tzv. kontrolní otisk (hov. obtah – dříve též kartáčový otisk podle používané techniky otisku) a případné chyby opravil. 
V případě sazby rozsáhlejšího textu (knihy, noviny) vznikala nejprve tzv. sloupcová sazba, která po provedené korektuře byla přerovnána tzv. zlomena do stránek, opatřena dalšími tisk. atributy a vybavena shodně jako běžná sazba. Tímto způsobem se sázely všechny knihy a časopisy téměř až do konce 19. století a mnohde ještě déle. Ruční sazba byla nesmírně pracná a pomalá – dobrý sazeč dokázal vysázet asi 1400 liter (tzv. hladkého textu) za hodinu. Ručně se dělalo také rozmetání sazby (rozebrání použité sazby), třídění a ukládání použitých liter. Ruční sazba pro akcidenční tiskoviny a sazbu titulků (zejména novinových) se zachovala celosvětově až do 90. let 20. století, do nástupu počítačových DTP systémů.

## Strojní sazba

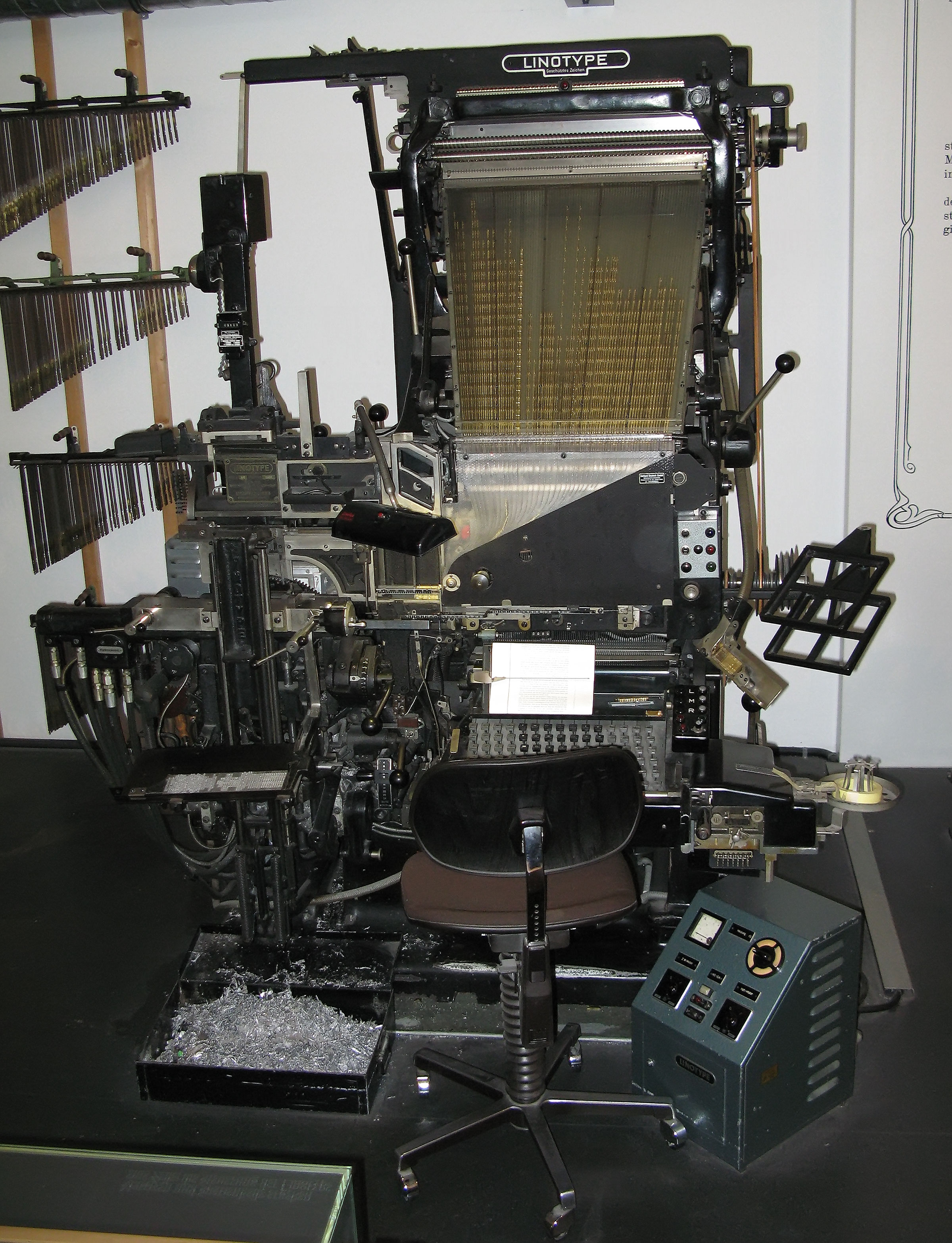
Sázecí stroj Linotype z roku 1965

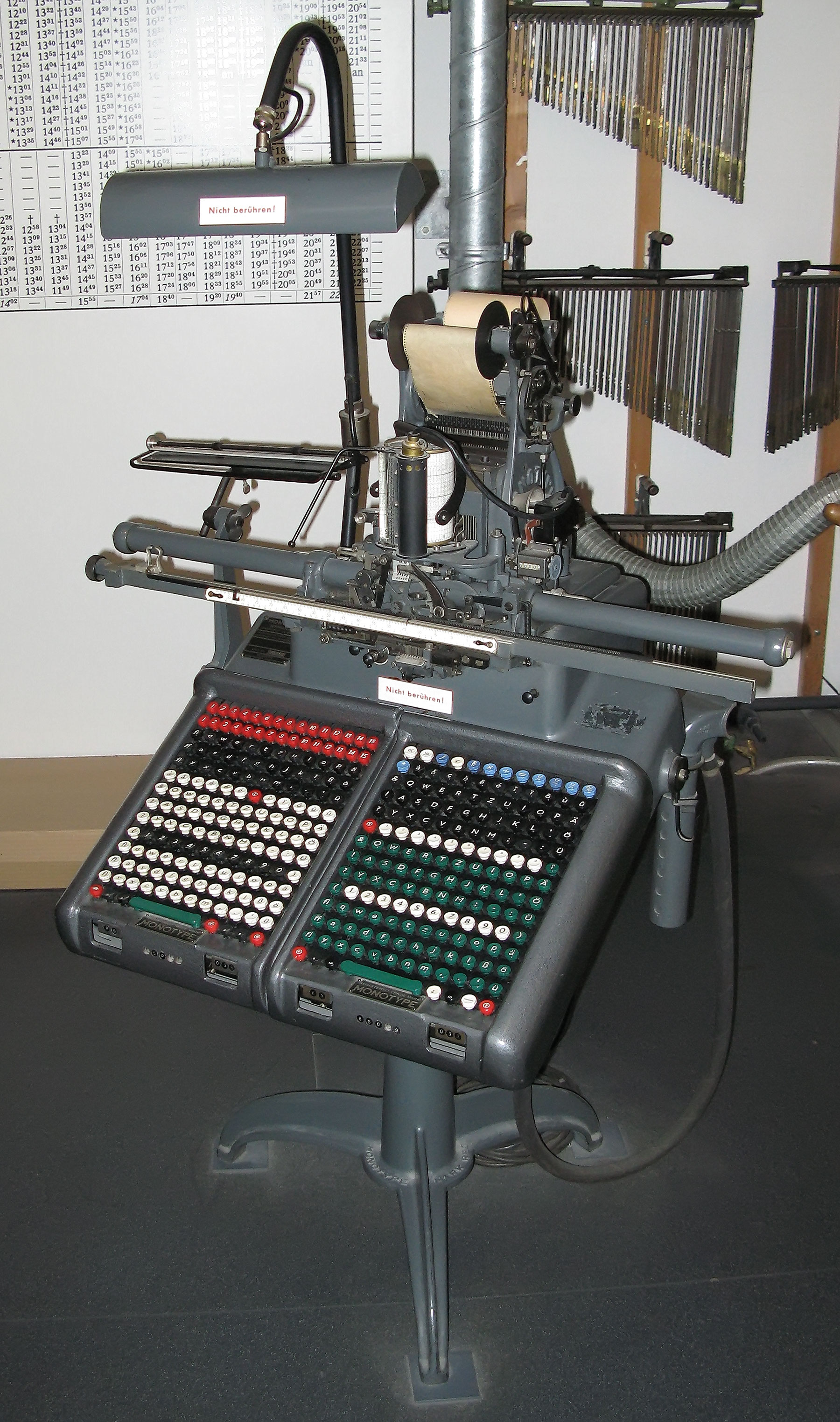
Děrovací pracoviště stroje Monotype (1965)

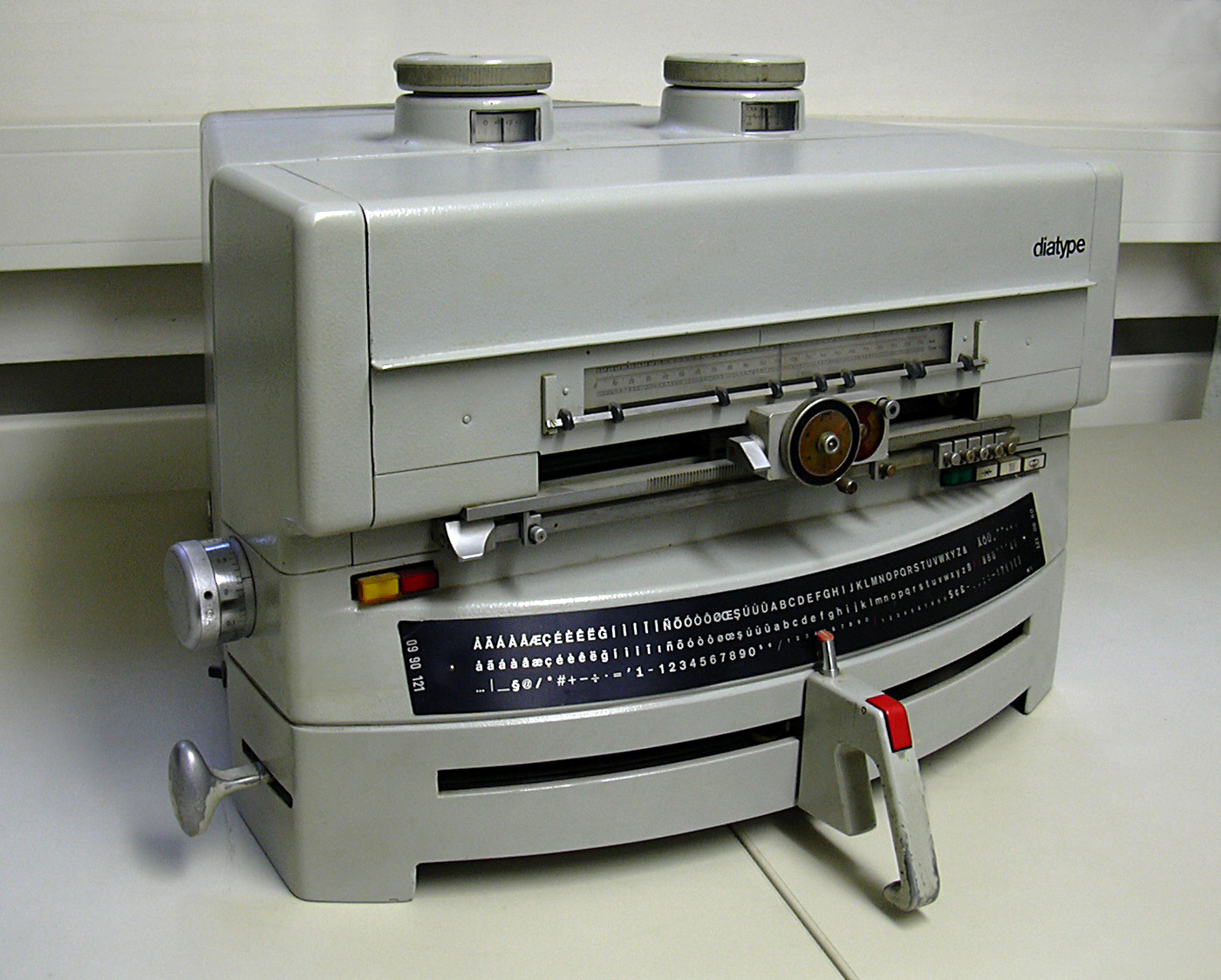
Fotosázecí stroj s diapozitivy

Po mnoha pokusech o mechanizaci sazby textu teprve roku 1896 zkonstruoval německý hodinář Ottmar Mergenthaler v Baltimore prakticky použitelný řádkový sázecí stroj Linotype. Na něm se pomocí klávesnice „sázely“ negativní matrice a teprve hotový řádek se vcelku odlil (proto přízvisko „horká sazba“). Každá matrice měla svůj zámek (zuby jako patentní klíč), takže se po použití automaticky rozmetla do správné přihrádky. Řádkové sázecí stroje (obecně zvané „linotypky“, podle značky prvního výrobce) se neustále zdokonalovaly a vyráběly více než 90 let.
Jen o rok později patentoval americký vynálezce Talbert Lanston sázecí stroj na jiném principu. Jeho Monotype se skládal z pracoviště perforátora/tastraře, kde se vyrobila děrovaná papírová páska, která pak řídila odlévání a sázení jednotlivých liter. Také tento stroj se postupně zdokonaloval a vyráběl až do poloviny 20. století.
Výkon dobrého sazeče se sázecími stroji zvýšil na 6 až 10 tisíc znaků za hodinu. Složité sazby například matematických vzorců se ovšem nadále dělaly ručně.

## Fotosazba
Ve druhé polovině 20. století začala sázecím strojům konkurovat fotosazba, vytváření tiskové předlohy na fotografický film. Protože se při ní přestalo používat odlévání, mluví se někdy o „studené sazbě“. Fotosázecí stroje zprvu promítaly na film jednotlivá písmena z negativů, později používaly obrazovku, na níž se obrazy písmen vytvářely počítačem. Vyvolané filmy se buď přímo montovaly do stránek pro ofsetový tisk, anebo užívaly pro výrobu matric. Při fotosazbě se dala plynule měnit velikost písma, daly se dělat i složité sazby a ani vkládání obrázků nebyl žádný problém. Také skladování hotové sazby pro případný dotisk se velmi usnadnilo. Ofset kromě toho podstatně zjednodušil vícebarevný tisk.

## Počítačová sazba
Od roku 1985 postupně ovládá pole počítačová sazba (DTP – Desktop publishing). Zasloužil se o to zejména programovací jazyk PostScript, program PageMaker firmy Aldus a počítače Macintosh firmy Apple. Výstup počítače se buď používá po osvit filmu případně desky, anebo přímo ovládá digitální tisk. Zejména v akademických kruzích se velmi rozšířily sázecí systémy TeX a LaTeX, které umožňují i složitou sazbu např. matematických vzorců.